# Peter Orban
Peter Orban (* 25. September 1944 in Wittenberge; † 16. Oktober 2024 in Frankfurt am Main) war ein deutscher Therapeut und Astrologe.

## Leben
Nach Erlangung der Allgemeinen Hochschulreife am Westfalen-Kolleg Dortmund studierte Peter Orban von 1969 bis 1976 Philosophie und Soziologie bei Theodor W. Adorno und Jürgen Habermas sowie Psychoanalyse bei Alexander Mitscherlich an der Johann Wolfgang Goethe-Universität in Frankfurt am Main. Schon am Beginn seines Studiums war er fasziniert vom Symbolbegriff der Psychoanalyse. Mit Psyche und Soma publizierte er über die Interdependenz von Psyche und Körper im Prozess der Sozialisation. Mit einem zweiten Titel Menschwerdung  verfolgte er an Alfred Lorenzer und Klaus Horn erneut diesen Prozess. Ab 1977 arbeitete Orban als Therapeut, zunächst mit Schwerpunkten auf vorgeburtlichen Erinnerungen, frühkindlichen traumatischen Erfahrungen (Primärtherapie nach Arthur Janov), und später reinkarnationstherapeutisch, auch unter dem Einfluss von Thorwald Dethlefsen. 1977 kam er auch mit der Astrologie in Kontakt, während einer Krise nach seiner zweiten Scheidung. Vor dem Hintergrund der Archetypen- und Schatten-Konzeption von Carl Gustav Jung gründete er mit Ingrid Zinnel 1982 in Frankfurt am Main Symbolon. Praxis für Therapie, die er seit 1995 mit Heidemarie Orban, seiner dritten Ehefrau, betreibt.
Orban war der Erfinder des Personar und, zusammen mit Ingrid Zinnel, der Symbolon-Karten. Daneben wurde er mit zahlreichen anderen astrologischen Werken bekannt. Sein Tätigkeitsschwerpunkt lag auf der Familienaufstellung (entwickelt von Bert Hellinger), auf der Symbolon-Arbeit sowie auf therapeutischen Tätigkeiten zur Entwicklung der Inneren Persönlichkeiten in Anlehnung an die Personare. Seine Art der Familienaufstellung wurde von Orban um die Aufstellung der Archetypen erweitert.

## Werke
- Psyche und Soma. Über die Sozialisation des Körpers. 1981 (ISBN 3-518-38042-7)
- Die Reise des Helden. Die Seele auf der Suche nach sich selbst. 1983; (Auch als Phantasiereisen (CD) erhältlich); 2004 (ISBN 3-89767-414-9).
- Pluto. Über den Dämon im Inneren der eigenen Seele. Hamburg 1983 (ISBN 3-499-18530-X); 2004 (ISBN 3-89767-413-0)
- Menschwerdung. Über den Prozess der Sozialisation. 1986 (ISBN 3-596-42282-5)
- Astrologie als Therapie. Auf der Suche nach der Lüge. Ein Selbsterfahrungsbuch. München 1986; 2004 (ISBN 3-89631-443-2)
- Verborgene Wirklichkeit. Eine Einführung in das esoterische Denken. München 1990. Basierend auf einer Textanalyse über Manfred Kybers Werk Die drei Lichter der kleinen Veronika (ISBN 3-88034-462-0)
- Peter Orban / Ingrid Zinnel: Drehbuch des Lebens; 1990 (ISBN 3-499-18594-6)
- Seele. Geheimnis des Lebendigen. 1991; 2002 (ISBN 90-6361-001-7)
- Personare. Die zwölf Personen im Innern der Seele. Hamburg 1992
- Peter Orban / Ingrid Zinnel / Thea Weller: Symbolon – Das Spiel der Erinnerungen. Zur Symbolik astrologischer Aspekte (mit 78 Karten); Hugendubel 1993 (ISBN 3-88034-706-9); Random House 2006 (ISBN 978-3720527446)
- Peter Orban / Ingrid Zinnel: Der Tanz der Schatten. 1996 (ISBN 90-6361-002-5)
- Drehbuch Partnerschaft. Der Partner im Spiegel Deines Horoskopes. 1996; 2004 (ISBN 3-89767-421-1).
- Die Kraft, die aus der Herkunft stammt. Eine Reise zu den Wurzeln der eigenen Familie. 1997; 2002 (ISBN 3-466-30442-3)
- Zeit im Horoskop. 1999 (ISBN 3-499-60588-0)
- Peter Orban / Ingrid Zinnel: Die innere Tafelrunde. 2000 (ISBN 3-908651-04-2)
- Die Kraft, die in der Liebe wirkt. Verstrickungen in Partnerschaften und ihre Lösung. 2002 (ISBN 3-466-30583-7)
- Kursbuch Astrologie. Eine Einführung in die Welt der Symbolon-Astrologie. 2004 (ISBN 3-7205-2544-9)
- Kursbuch Aufstellungsarbeit. Grundlagen – Methoden – Beispiele. 2008 (ISBN 978-3-466-30781-4)